# British Association Screw Thread
Der British Association Screw Thread ist eine Norm für heute nur noch selten verwendete kleine Gewinde bis zu sechs Millimetern Durchmesser (0BA). BA-Schraubverbindungen waren hauptsächlich in Großbritannien im Modellbau und Instrumentenbau gebräuchlich und werden dort zum Teil auch heute noch verwendet.

## Abmessungen
Die BA-Gewinde ergänzen die Whitworth-Gewinde für Schrauben mit einem Durchmesser von unter einem viertel Zoll. Der Flankenwinkel beträgt 47,5 Grad und der Außendurchmesser sowie die Gewindesteigung werden in Millimeter (anstatt Zoll) angegeben.
| Nenngröße | Außen-ø [mm] | Steigung [mm] |
| --------- | ------------ | ------------- |
| BA0       | 6,00         | 1,000         |
| BA1       | 5,30         | 0,900         |
| BA2       | 4,70         | 0,810         |
| BA3       | 4,10         | 0,730         |
| BA4       | 3,60         | 0,660         |
| BA5       | 3,20         | 0,590         |
| BA6       | 2,80         | 0,530         |
| BA7       | 2,50         | 0,480         |
| BA8       | 2,20         | 0,430         |
| BA9       | 1,90         | 0,390         |
| BA10      | 1,70         | 0,350         |
| BA11      | 1,50         | 0,310         |
| BA12      | 1,30         | 0,280         |
| BA13      | 1,20         | 0,250         |
| BA14      | 1,00         | 0,230         |
| BA15      | 0,90         | 0,210         |
| BA16      | 0,79         | 0,190         |

## Geschichte
Über 100 Jahre vor der Konversion zum metrischen System basierten die BA-Gewinde bereits auf metrischen Dimensionen. Es handelt sich um ein Spitzgewinde, jedoch mit abgerundeten Spitzen und Tälern. Die Steigungen folgen einer geometrischen Reihe: Sie entsprechen jeweils dem 0,9fachen der Steigung der nächstgrößeren Größe (kleinere Kennnummer), auf zwei Stellen gerundet. Die Flankensteilheit wurde einheitlich auf die festen Werte von 47,5° festgelegt, die Gewindetiefe auf das 0,6-fache der Steigung, beides in Anlehnung an das schweizerische Thury-Gewinde.